# Kiparstvo gotike
| portal: likovna umjetnost | portal: likovna umjetnost |

Kiparstvo gotike je još uvijek pretežito vezano za arhitekturu, ali postoje brojne razlike od romaničkog kiparstva. Prije svega volumeni skulptura su sve manje plošni, a sve više se kipovi zaobljuju dok se naposljetku ne osamostale od zida (što nije postojalo od razdoblja antike) pa stoje na isturenim konzolama, ili su postavljeni među stupovima pa se doimlje kao da su u nišama.  Kako se crkve povećavaju, tako raste i broj skulptura oko portala, čak što više prekrivaju cijelo glavno, pa i bočna pročelja i portale, i apsidijalne dijelove crkve. 

## Motivi i teme
Ti brojni kipovi, kadšto u nepreglednim količinama, nisu rađeni zbog ukrasa ili kao izraz izobilja, nego služe prikazu svekolikog znanja i vjerovanja toga doba. Naglašeni humanizam gotike izražen je i time što se velik dio sadržaja u likovima i prizorima odnosio na čovjeka, a ne na svece i božanske likove. Ti humani prikazi javljaju se u tri tematska kruga: 
- 1. Zbiljski, svakidašnji život čovjeka koji se prikazivao u prizorima četiriju godišnjih doba i 12 mjeseci;
- 2. Moralni život koji je uprizoren borbom vrlina (lijepih mladih djevojaka) koje se bore protiv mana (ružne nakaze);
- 3. Misaoni život kroz personifikaciju tzv. sedam slobodnih umjetnosti (gramatike, retorike, dijalektike, te geometrije, aritmetike i astronomije i glazbe).

U vjerskim prikazima romanički motiv Kristove slave zamijenjen je motivom Krista mučenika. Npr. majstor iz Naumburga oko sredine 13. st. s dubokim suosjećanjem prikazuje Kristovu muku na Raspelu na letneru katedrale u Naumburgu (oko 1250. – 1260.). 
Gotičko kiparstvo pod kraj 13. st. uvodi novu vrstu religioznih kipova namijenjenih za privatne potrebe vjernika. Najčešća tema je Pietà (oplakivanje Krista) koja prikazuje Krista u krilu Bogorodice. Najčešće su takvi kipovi rađeni u bojenom drvetu i skromnih su dimenzija.

## Ranogotička skulptura
U ranoj gotici likovi su veoma izduženi, ali se još uklapaju u širinu stupovlja. Vremenom će ukočeno držanje i strogo frontalni stav likova, postupno smijeniti kipovi s nagibom tijela na jednu, a glave na drugu stranu, pa će se izvijati u krivulji, poput slova S. Takav način oblikovanja skulptura naziva se gotičkom S–linijom (kontrapost). To se ponajbolje vidi u skulpturama katedrale u Chartresu koje su rađene u ranoj i kasnoj Gotici. Razlike su očite ako se pogledaju likovi s kraljevskog portala (sredina 12. st.). Primjeri iz rane Gotike su statični, ukočeni, izduženi da se slažu s arhitekturom i jako frontalni. Nakon požara u kojem je izgorio dio katedrale, dodane su skulpture zapadnog pročelja - te skulpture se odmiču od podloge i glava im više nije u glavnoj osi tijela. Nastala je skulptura kasne Gotike. 
Vrhunac gotičke skulpture nalazi se u portalu katedrale u Reimsu; u dvije kompozicije Blagovijesti (Navještenja) i Vizitacije gdje su dva ženska lika okrenuta jedan prema drugom naglašenog volumena, draperije i tijela koje obrazuje S liniju. Umjesto dramatikom naturalizma raspela iz Naumburga ovdje se susrećemo s lirikom idealizma.
Dakle, kiparstvo gotike mijenjalo se od statičnosti i realizma figura sa zapadnog pročelja katedrale u Chartres-u, preko elegantnog stila započetog u Reims-u, sve do kasnijih rješenja koja, zbog naglašene igre svjetlosti, dobivaju slikarske značajke.

## Kasnogotička skulptura
U kasnogotičkoj umjetnosti pojavljuju se dvije usporedne struje koje su u nakanama i načinu oblikovanja potpuno suprotne. Jedna je gotički naturalizam, a druga gotički idealizam. Naturalizam je nastao kao rezultat promatranja ljudi, prirode i predmeta, kad je slikar počeo ocrtavati svaku pojedinost na predmetu ili na licu. Zbog doslovna i pomna precrtavanja na temelju promatranja prirode (lat. natura), takav je stil nazvan naturalizmom. Tim su se načinom redovito prikazivali različiti prizori muka (martirija) Kristovih i brojnih kršćanskih mučenika, opisujući iscrpno svaku pojedinost koja bi mogla pobuditi sućut gledatelja prema žrtvama ili pravedan gnjev prema mučiteljima. Idealizam, naprotiv, nastoji naći što ljepši oblik glave, smireniji izraz lica i postići što ugodniji dojam blagosti i vedrine.
U Renesansnoj umjetnosti, koja slijedi nakon gotike, umjetnici su uspjeli povezati i spojiti gotički naturalizam i idealizam u renesansni realizam.
U Italiji postoji neposrednija i dugotrajnija povezanost s antikom. Talijansko gotičko kiparstvo nema monumentalne plastike kakvu smo sretali na francuskim portalima, ali se ističe oblikovanjem propovjedaonica, nadgrobnih spomenika, škrinja i korskih pregrada. To potvrđuje Nicola Pisano svojim reljefima na mramornoj propovjedaonici krstionice u Pizi (1259. – 1260.) Njegov sin Giovani Pissano nastavio je njegov rad na propovjedaonici katedrale (1302. – 1310.). Ovi reljefi imaju više antičkih nego gotičkih elemenata. Likovi nisu više tako zbijeni, a prostor dobiva na važnosti.
Prvo poznato ime gotičke skulpture na sjeveru je Nizozemac Claus Sluter (1340. – 1405.) koji je radio kipove za Kartuzijanski samostan u Dijonu. To su realistični trodimenzionalni kipovi toliko voluminozni da izlaze iz arhitektonskog okvira; organizirani u grupu, ali uređeni tako da se međusobno vežu i upućuju jedan na drugi.

## Poveznice
- Srednji vijek
- Gotika
- Gotika u Hrvatskoj
- Gotička arhitektura
- Slikarstvo gotike
- Romanika
- Renesansa

## Vanjske poveznice
- Gotička umjetnost, iz ArtCyclopedia.com
- Gotička umjetnost, iz Encyclopedia Britannica Online.
- Gotička umjetnost Arhivirana inačica izvorne stranice od 30. listopada 2009. (Wayback Machine), iz Microsoftove Encarte.
- Gotička umjetnost  Arhivirana inačica izvorne stranice od 5. ožujka 2005. (Wayback Machine), iz Enciklopedije Columbia, šesto izdanje,  2001.
- Gotička umjetnost  Arhivirana inačica izvorne stranice od 18. ožujka 2007. (Wayback Machine), Muzejski portal Schleswig-Holstein.
- Gotička umjetnost  Arhivirana inačica izvorne stranice od 18. ožujka 2009. (Wayback Machine), iz "Povijesti umjetnosti" i   Arhivirana inačica izvorne stranice od 21. svibnja 2009. (Wayback Machine).